# ماسك الكتلة
ماسك الكتلة هو جهازٌ نظريّ من المتصور أنه يعمل على إبطاء سرعة كتلة مادة ما، وعادةً في سياق النقل في الفضاء الخارجي. فإذا تم وضع جسمٍ كبيرٍ مخروطيّ الشكل في الفضاء، فسوف يمنع ذلك اندفاع الأجسام الأخرى باتجاه مركزه الخلفي. ولن ترتد هذه الأجسام الأخرى مرةً أخرى إلى الفضاء؛ وذلك لأن الحطام الصغير الناجم عن التصادمات السابقة مع ماسك الكتلة يشكل غطاءً يماثل الحطام الصخري الذي يمتص الصدمات ويعمل على خفض سرعة الجسم إلى سرعة ماسك الكتلة. وبالتالي يكون نقل كتلٍ من المواد بين النجوم ضرورةً محتملة لإنشاء ماسك الكتلة (على سبيل المثال المعادن المستخرجة من القمر أو الكويكبات يتم تسريعها في الأصل داخل المسار الذي يعترض ماسك الكتلة من خلال مُحَرِّك الكتلة). وقد كان الباحث توماس إيه هيبنهيمر أول من اقترح هذا الجهاز في عام 1978.

## اقرأ أيضاً
- وحدة المناورة المحمولة باليد